# Saint-Vert
Saint-Vert é uma comuna francesa na região administrativa de Auvérnia-Ródano-Alpes, no departamento de Alto Loire. Estende-se por uma área de 20 km². Em 2010 a comuna tinha 113 habitantes (densidade: 5,7 hab./km²).

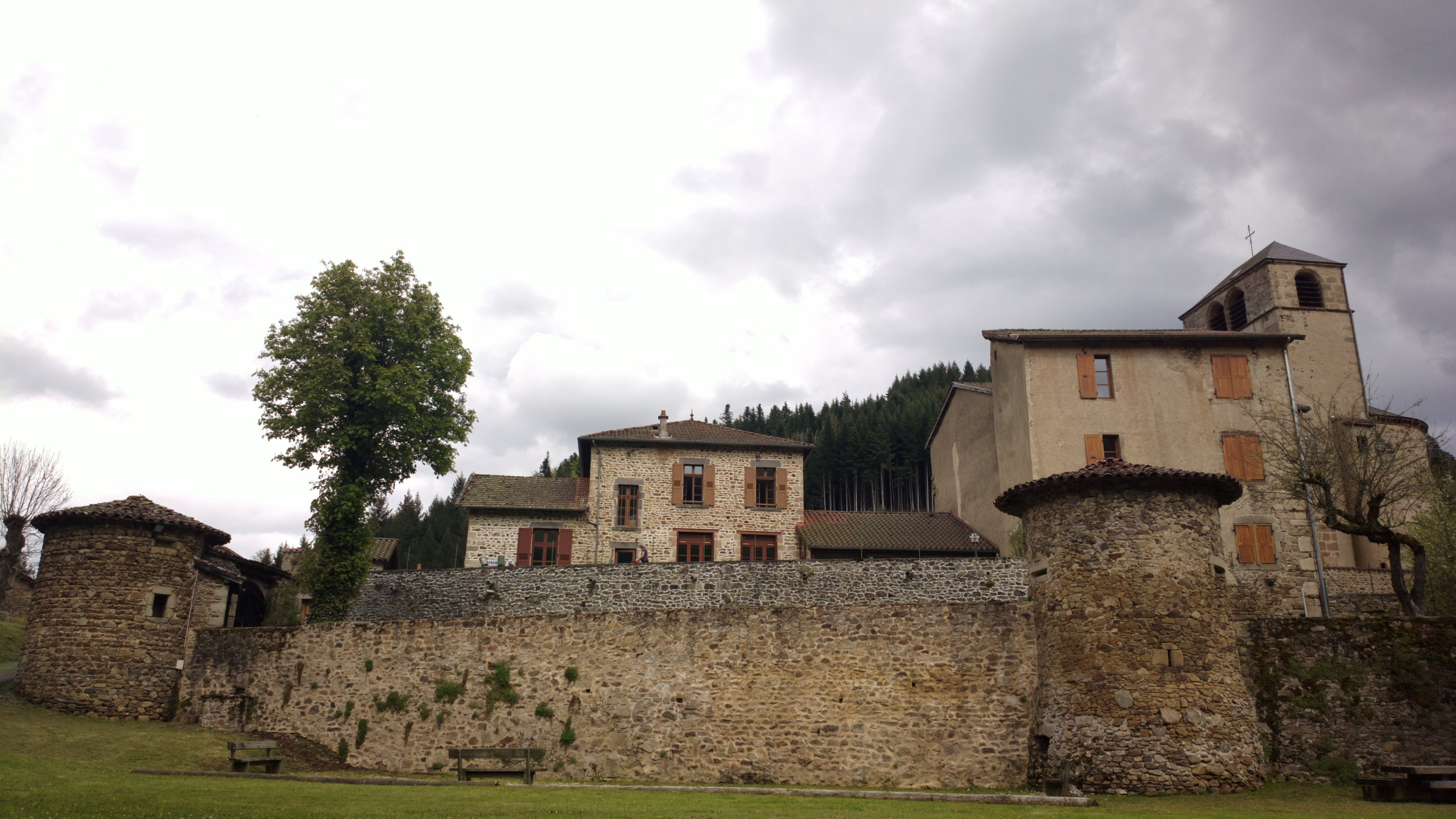